# Conseil européen des paiements
Pour les articles homonymes, voir CEP et EPC.
Le Conseil européen des paiements (CEP, en anglais : European Payments Council, EPC) est né en juin 2002, à l’initiative des banques européennes et leurs fédérations européennes, avec l’objectif de mettre en place l’Espace unique de paiement en euros (SEPA). Ses travaux portent sur les flux en euro en Europe, avec une approche prioritaire sur la zone euro. Un des rôles du CEP est ainsi de faciliter le travail en commun des entreprises bancaires européennes. De même, le CEP est une instance de propositions et de dialogue avec la Commission européenne, le Parlement européen et les représentants européens des clients (entreprises et consommateurs).
Pour assurer ses missions, le CEP a mis en place des groupes de travail par moyen de paiement : virements, débits directs, cartes et monnaie fiduciaire (espèces). Deux groupes transversaux, sur la normalisation et les aspects juridiques, apportent leur expertise.

## Les réalisations du CEP depuis sa création
- mars 2006, complété en juin 2007 : Le CEP a défini les règles fonctionnelles pour de nouveaux instruments de virement et de prélèvement.

- Après avoir défini un « modèle de données SEPA », le CEP a confié à la société SWIFT la définition des standards ISO 20022 qui seront à utiliser pour le virement et le prélèvement SEPA.

- Le CEP a également défini des principes de haut niveau pour les paiements par cartes en Europe.

- La création de la convention Credeuro est une des premières décisions du CEP, prise dès fin 2002. Cette convention vise à garantir l’exécution, dans un délai de trois jours, des virements transfrontières STP jusqu'à 50 000 € (12 500 € avant le 1er janvier 2006), pour lesquels le donneur d’ordre a fourni les codes IBAN et BIC.

- En matière d’infrastructure, depuis le 31 décembre 2003, toute banque européenne est en mesure de recevoir et de traiter les opérations des systèmes conformes aux principes d’infrastructure paneuropéenne (PEACH).

- En février 2013, le CEP a publié des instructions pour un code QR permettant d'initier des virements SEPA (SCT).